# Ilja Glusgal
Ilja Glusgal (né le 24 juillet 1921 à Berlin, mort le 17 avril 1983 à San Francisco) est un chanteur allemand.

## Biographie
Glusgal est d'abord batteur en 1942  auprès de Bully Buhlan et de Lubo D'Orio puis entre en 1946 dans le Radio Berlin Tanzorchester. Michael Jary découvre sa qualité de chanteur. Jusqu'en 1948, il collabore avec Walter Dobschinski, pour ensuite commencer sa propre carrière de chanteur, où il était parfois accompagné de son propre groupe. Jusqu'en 1950, il enregistre pour Amiga puis Philips. Entre 1952 et 1956, il apparaît dans des films. En 1956, il joue dans la comédie musicale Herz am Spieß de Michael Jary. Il enregistre des disques avec Kurt Henkels, l'AMIGA Star Band, Johannes Fehring, Kurt Abraham, Heinz Kretzschmar, Adolf Steimel et le Heinz Becker Barquintet. Probablement à la fin des années 1950, il émigre aux États-Unis. En 1964, il participe à Olympia-Ball sur la ZDF.

## Filmographie
- 1952 : La Danse des étoiles (de)
- 1953 : Die Kaiserin von China
- 1953 : Fleur de Hawaï (de)
- 1954 : Geld aus der Luft
- 1955 : Frische Brise (TV)
- 1955 : Wie werde ich Filmstar? (de)
- 1955 : Die Heiratsvermittlerin (TV)
- 1956 :  Saison in Oberbayern

## Source de la traduction
- (de) Cet article est partiellement ou en totalité issu de l’article de Wikipédia en allemand intitulé « Ilja Glusgal » (voir la liste des auteurs).